# Dindon noir du Gers
Le Noir du Gers est une race ancienne de dindon français à très faible effectif, principalement élevée dans sa région d'origine, le Gers. 

## Description
C'est un oiseau de taille moyenne à plumage entièrement noir (léger reflet bronzé toléré au croupion). 
Sa tête forte, large et dénudée, est garnie de nombreuses caroncules roses laiteux ; il possède une bavette importante, un appendice frontal bien développé et un bec foncé.
Ses tarses sont noirs, de grosseur et de longueur moyenne. 
Contrairement à d'autres dindons, le gers vole peu. Les femelles sont de bonne couveuses et de bonnes mères.

## Standard
- Dindon : 10 à 13 kg
- Dinde : 7 à 8 kg